# 5-й отдельный сапёрный батальон
5-й отдельный сапёрный батальон  — воинская часть в  вооружённых силах СССР во время Великой Отечественной войны. Существовало три формирования сапёрных батальонов под одним и тем же номером.

## 5-й отдельный сапёрный батальон 2-го стрелкового корпуса
В составе действующей армии с 22 июня 1941 по 20 августа 1941 года.
На 22 июня 1941 года дислоцировался в Минске. С начала войны по конец июля 1941 года обеспечивает деятельность войск 2-го стрелкового корпуса, отходит от Минска через Березину и Днепр в район Кричева и далее. В последней декаде июля 1941 года вместе с управлением корпуса выведен в резерв в район Гжатска, а затем, с первой декады августа 1941 года оборудует оборонительные позиции северо-западнее Брянска. Расформирован вместе с корпусом 20 августа 1941 года, очевидно на его базе 25 августа 1941 года создан 5-й отдельный сапёрный батальон 50-й армии.

## Подчинение
| Подчинение          | Подчинение     | Подчинение | Подчинение            | Подчинение | Подчинение |
| Дата                | Фронт (округ)  | Армия      | Корпус (группа)       | Дивизия    | Примечания |
| ------------------- | -------------- | ---------- | --------------------- | ---------- | ---------- |
| 22 июня 1941 года   | Западный фронт |            | 2-й стрелковый корпус | -          | -          |
| 1 июля 1941 года    | Западный фронт | 13-я армия | 2-й стрелковый корпус | -          | -          |
| 10 июля 1941 года   | Западный фронт | 20-я армия | 2-й стрелковый корпус | -          | -          |
| 1 августа 1941 года | Западный фронт | 19-я армия | 2-й стрелковый корпус | -          | -          |

## 5-й отдельный сапёрный батальон 50-й армии
Сформирован 25 августа 1941 года вместе с формированием управления 50-й армии. С момента формирования обустраивает фортификационные сооружения на подступах к Туле . Принимает непосредственное участие в обороне Тулы. На 23 октября 1941 года в составе батальона насчитывалось  220 человек.. В боях понёс потери и в конце декабря 1941 года расформирован.

## Подчинение
| Подчинение           | Подчинение     | Подчинение | Подчинение      | Подчинение | Подчинение |
| Дата                 | Фронт (округ)  | Армия      | Корпус (группа) | Дивизия    | Примечания |
| -------------------- | -------------- | ---------- | --------------- | ---------- | ---------- |
| 1 сентября 1941 года | Брянский фронт | 50-я армия | -               | -          | -          |
| 1 октября 1941 года  | Брянский фронт | 50-я армия | -               | -          | -          |
| 1 ноября 1941 года   | Брянский фронт | 50-я армия | -               | -          | -          |
| 1 декабря 1941 года  | Западный фронт | -          | -               | -          | -          |

## 5-й отдельный сапёрный батальон Западного фронта, 33-й армии
Данный батальон также именовался 5-м отдельным строительным батальоном. Очевидно, что в начале войны был задействован на строительстве оборонительных рубежей в Белоруссии, на западной границе.
В составе действующей армии с 22 июня 1941 по 12 января 1942 года.
Иных сведений о батальоне не установлено.

## Другие инженерные и сапёрные части с тем же номером
- 5-й гвардейский отдельный сапёрный батальон 4-й гвардейской воздушно-десантной дивизии
- 5-й гвардейский отдельный сапёрный батальон 6-й гвардейской стрелковой дивизии
- 5-й отдельный инженерный батальон
- 5-й гвардейский отдельный инженерный батальон
- 5-й отдельный моторизованный инженерный батальон
- 5-й гвардейский отдельный моторизованный инженерный батальон
- 5-й отдельный инженерно-сапёрный батальон
- 5-й отдельный штурмовой инженерно-сапёрный батальон
- 5-й гвардейский отдельный моторизованный штурмовой инженерно-сапёрный батальон
- 5-й гвардейский отдельный горный минноинженерный батальон
- 5-й гвардейский отдельный батальон минёров